# Església de la Mare de Déu de Montserrat (Mutnà)
L'Església de la Mare de Déu de Montserrat de Mutnà (també coneguda com església de la Mare de Déu dels Dolors) és un temple txec catòlic i romà de pelegrinatge, dedicat a la catalana Mare de Déu de Montserrat. Està situada en un turó boscós, a Mutnà, a prop de Slavonice i al sud del poble de Cizkrajov.
Va rebre el nom del Monestir de Montserrat català. El fundador de l'església n'era devot i es va portar una estatueta de Catalunya en pelegrinatge. La devoció a la Mare de Déu de Montserrat es va estendre per Txèquia. És una església sucursal de la parròquia catòlica romana de Cizkrajov. L'església és protegida com a monument cultural de la República Txeca.

## Origen
Construïda originalment l'any 1651, la capella es va haver d'ampliar l'any 1660 per la devoció que hi havia a la Mare de Déu de Montserrat a Txèquia, que va fer insuficient l'aforament per al nombre de pelegrins que la visitaven.
La capella va ser construïda pel propietari d'una gran finca a la propera Bolíkov, el cavaller Bartolomej Tannzoll-Zill. L'origen del temple de pelegrinatge local es remunta a la Guerra dels Trenta Anys, en la qual també va participar el cavaller Bartomeu de Tannazoll-Zill. Va ser greument ferit en una de les batalles i va prometre que, si es recuperava, aniria en pelegrinatge a Montserrat, a Catalunya. Això va succeir, i després del seu retorn del pelegrinatge, va fer construir a la seva finca una església (1651) en honor a la Mare de Déu de Montserrat, on també hi va col·locar una reproducció de la Mare de Déu catalana, feta amb fusta de til·ler.
Va fer construir al seu voltant 6 capelles i 4 ermites, segons el model català. A causa del creixent del nombre de pelegrins, l'església va ser reconstruïda i va esdevenir un gran temple de pelegrinatge en les dècades següents. Durant els treballs, una font d'aigua va brollar just dintre de l'església, que es va interpretar com un fet miraculós. Els constructors hi van cavar un pou, que ha arribat fins als nostres dies. Les modificacions de l'edifici es van completar el 1761.
Tanmateix, el 1785, l'emperador Josep II, va tancar el lloc de pelegrinatge local i va ordenar-ne la liquidació. Només es va salvar l'estàtua de la Mare de Déu de Montserrat, que va ser traslladada a l'església de Sant Pere i Sant Pau de Cizkrajovo. L'any 1830 es van utilitzar diverses pedres grans de les ruïnes de Montserrat per construir un pont sobre la riera a Mutná. El mateix any, el pont va ser destruït per una gran riuada. La gent ho va veure com un altre avís sagrat i es va tornar a interessar pel temple de pelegrinatge, del qual només quedaven els murs perimetrals.

## Restauració
El projecte de restauració de l'església de pelegrinatge de Montserrat va anar a càrrec de Michael Angelo Picchioni, aleshores propietari de la casa pairal i del castell de Český Rudolec.
La restauració del lloc de pelegrinatge va començar l'any 1857. La nova església va ser consagrada pel bisbe de Brno, Antonín Arnošt Schaffgotsche, l'any 1865. La Mare de Déu es va tornar a situar a l'altar major de la nova església i el temple va tornar a ser un lloc de pelegrinatge, principalment pels habitants de parla alemanya de la comarca. Els colons alemanys havien estat convidats a l'assentament txec original de Cizkrajov, probablement fundat a principis dels segles XII i XIII, pels governants de Přemyslovsk, i aquí va sorgir un assentament ètnic mixt (el 1938, tres quarts de la població eren alemanys). Tanmateix, ambdues nacionalitats plegades eren devotes fidels de la Mare de Déu de Montserrat.
Aquesta devoció era tanta que s'hi van tornar a celebrar fins a 100 misses de pelegrinatge a l'any. Ambtot, el nombre de pelegrins va disminuir significativament després de l'expulsió dels ciutadans alemanys de les zones frontereres. La devoció era molt estesa entre els alemanys. Amb tot, l'església de la Mare de Déu de Montserrat de Mutné també va sobreviure a l'expulsió forçada durant la postguerra dels habitants originals de les zones frontereres, que no han perdut la seva profunda connexió amb el temple i mantenen la devoció a la "La Moreneta" i que participen regularment en pelegrinatges des del 1989.
Actualment, l'església només és oberta durant les misses i els pelegrinatges, la temporada principal de les quals és de maig a octubre, sempre el tercer dissabte de mes. A més a més, la ubicació també és una destinació turística popular.